# Camino a La Paz
Camino a La Paz es una película argentina, perteneciente al género road movie, protagonizada por Rodrigo de la Serna y Ernesto Suárez. Se estrenó el 7 de enero de 2016. Es la ópera prima de Francisco Varone, una coproducción entre Argentina, Países Bajos, Alemania y Catar. La película conduce al espectador en un viaje de más de 3000 kilómetros, desde Buenos Aires (Argentina) hasta La Paz (Bolivia).

## Argumento
Sebastián (el personaje interpretado por Rodrigo de la Serna) es un joven recién casado, fanático de Vox Dei. El protagonista, motivado por una necesidad económica, comienza a trabajar de remisero con su Peugeot 505. En este trabajo conoce a Khalil (interpretado por Ernesto Suarez), un anciano poco gentil. Juntos emprenderán un largo viaje desde Buenos Aires hasta La Paz (Bolivia), donde se pondrá a prueba la relación de los dos protagonistas. El camino y la mala salud de Khalil les plantearán un viaje plagado de contratiempos.

## Fechas de estreno
| Fechas de estreno (Fuente: IMDb) |            |      |
| País                             | Fecha      | Año  |
| Argentina                        | 7 de enero | 2016 |

## Reparto
- Rodrigo de la Serna como Sebastián.
- Ernesto Suárez como Khalil.
- Elisa Carricajo como Jazmín.
- Marta Lubos como Elba.
- Alicia Palmes como Habiba.
- Juan Alari como Tete.
- Hernán Pérez Búho.
- Khaled Hallar como ayudante Mezquita.
- Vanesa Maja como mujer inmobiliaria.
- Emiliano Liuzzo como niño pasajero.
- Eric Gysel Kaestner como niño pasajero.
- Berta Gagliano como mujer pasajera.
- Mercedes Lía Hernández como Irma.
- Gustavo Sanabria como Faruk

## Premios y nominaciones
| Festival                                        | País           | Fecha de evento      | Sección                   | Premio                                      | Ref.  |
| ----------------------------------------------- | -------------- | -------------------- | ------------------------- | ------------------------------------------- | ----- |
| Thessaloniki International Film Festival        | Grecia         | 6 nov - 15 nov 2015  | International Competition | Premio Especial del Jurado Bronze Alexander | [ 3 ] |
| Festival Internacional de Cine de Mar del Plata | Argentina      | 30 oct - 7 nov 2015  | Competencia Argentina     | SAGAI actor revelación : Ernesto Suarez     | [ 4 ] |
| Muestra Internacional de Cine de São Paulo      | Brasil         | 22 oct - 4 nov 2015  | Trofeo Bandeira Paulista  |                                             | [ 5 ] |
| Chicago International Film Festival             | Estados Unidos | 13 oct - 27 oct 2015 | New Directors Competition |                                             | [ 6 ] |
| Busan International Film Festival               | Corea del Sur  | 01 oct - 10 oct 2015 | Flash Foward              |                                             | [ 7 ] |

## Premios en fondos
Camino a La Paz ha ganado diversos premios, nacionales e internacionales, en fondos para la producción y postproducción de la película.
| País         | Institución            | Año  | Premio                        |
| ------------ | ---------------------- | ---- | ----------------------------- |
| Alemania     | EZEF                   | 2014 | EZEF fund                     |
| Argentina    | INCAA                  | 2014 | Primera Vía                   |
| Países Bajos | Netherlands Film Fonds | 2014 | Production Funding            |
| Suiza        | Visions Sud Est        | 2014 | Production Funding            |
| Catar        | Doha Film Institute    | 2015 | Post-production Funding       |
| Colombia     | FICCI                  | 2015 | PUERTO LAB - Work in Progress |

## Producción
La película fue filmada en 2014 en distintas localidades de Argentina y Bolivia. En Argentina puntualmente se filmó en Buenos Aires, La Falda, Rosario de la Frontera y La Quiaca, y en Bolivia en Villazón, Potosí y La Paz.

## Home Video
La película fue editada y distribuida por SBP Worldwide S.A. Se lanzó a las tiendas Yenny, Musimundo y El Ateneo el 23 de agosto de 2017. Tiene como caracterisiticas especiales audio español 5.1 con subtítulos en español, inglés, francés y portugués. Como material extra incluye el tráiler del cine y Backstage del film